# Supercoppa spagnola (pallavolo maschile)
La Supercoppa spagnola è una competizione pallavolistica per squadre di club spagnole maschili, organizzata con cadenza annuale dalla RFEVB.

## Edizioni
| Edizione      | Edizione                   | Podio         | Podio         | Podio           |               |
| Anno          | Sede della finale          | Campione      | Risultato     | Finalista       |               |
| ------------- | -------------------------- | ------------- | ------------- | --------------- | ------------- |
| 1990 Dettagli | Las Palmas                 | Son Amar      | 3 - 0         | Calvo Sotelo    |               |
| 1991-1993     | -                          | Non disputata | Non disputata | Non disputata   | Non disputata |
| 1994 Dettagli | -                          | Numancia      | 3 - 0         | Calvo Sotelo    |               |
| 1995 Dettagli | Almería                    | Almería       | 3 - 2         | Numancia        |               |
| 1996 Dettagli | -                          | Calvo Sotelo  | 3 - 1         | Numancia        |               |
| 1995-2001     | -                          | Non disputata | Non disputata | Non disputata   | Non disputata |
| 2002 Dettagli | El Puerto de Santa María   | Almería       | 3 - 0         | Málaga          |               |
| 2003 Dettagli | Elche                      | Almería       | 3 - 2         | Elche           |               |
| 2004 Dettagli | Almería                    | Arona         | 3 - 2         | Almería         |               |
| 2005 Dettagli | Miranda de Ebro            | Pòrtol        | 3 - 0         | Almería         |               |
| 2006 Dettagli | Puertollano                | Almería       | 3 - 1         | Pòrtol          |               |
| 2007 Dettagli | Laredo                     | Pòrtol        | 3 - 0         | Almería         |               |
| 2008 Dettagli | Albacete                   | Pòrtol        | 3 - 1         | Numancia        |               |
| 2009 Dettagli | Teruel                     | Teruel        | 3 - 1         | Almería         |               |
| 2010 Dettagli | Almería                    | Almería       | 3 - 1         | Teruel          |               |
| 2011 Dettagli | Teruel                     | Almería       | 3 - 0         | Teruel          |               |
| 2012 Dettagli | Soria                      | Teruel        | 3 - 0         | Numancia        |               |
| 2013 Dettagli | Teruel                     | Teruel        | 3 - 0         | Almería         |               |
| 2014 Dettagli | Albacete                   | Teruel        | 3 - 0         | Almería         |               |
| 2015 Dettagli | El Ejido                   | Almería       | 3 - 2         | Teruel          |               |
| 2016 Dettagli | Teruel                     | Teruel        | 3 - 2         | Almería         |               |
| 2017 Dettagli | Teruel                     | Teruel        | 3 - 0         | Palma           |               |
| 2018 Dettagli | Teruel                     | Teruel        | 3 - 0         | Almería         |               |
| 2019 Dettagli | Teruel                     | Teruel        | 3 - 0         | Almería         |               |
| 2020 Dettagli | Teruel                     | Teruel        | 3 - 0         | Almería         |               |
| 2021 Dettagli | Las Palmas                 | Guaguas       | 3 - 0         | Palma           |               |
| 2022 Dettagli | Almería                    | Melilla       | 3 - 1         | Almería         |               |
| 2023 Dettagli | Las Palmas de Gran Canaria | Guaguas       | 3 - 2         | Río Duero Soria |               |
| 2024 Dettagli | Las Palmas de Gran Canaria | Guaguas       | 3 - 0         | Almería         |               |

## Palmarès
| Squadra  | Titolo | Edizione                                             |
| -------- | ------ | ---------------------------------------------------- |
| Teruel   | 9      | 2009, 2012, 2013, 2014, 2016, 2017, 2018, 2019, 2020 |
| Almería  | 7      | 1995, 2002, 2003, 2006, 2010, 2011, 2015             |
| Guaguas  | 4      | 1996, 2021, 2023, 2024                               |
| Pòrtol   | 3      | 2005, 2007, 2008                                     |
| Numancia | 1      | 1994                                                 |
| Arona    | 1      | 2004                                                 |
| Melilla  | 1      | 2022                                                 |